# 三澤遥
三澤 遥（みさわ はるか、1982年 - ）は群馬県出身の日本のアートディレクター、デザイナー。2014年より三澤デザイン研究室として活動している。

## 来歴
1982年群馬県生まれ。2005年武蔵野美術大学工芸工業デザイン学科卒業。デザインオフィスnendoを経て、2009年より日本デザインセンター原デザイン研究所に所属。2014年に原デザイン研究所を卒業し、同社内で三澤デザイン研究室として活動を開始した。グラフィックからプロダクト、空間計画など、多分野でデザインを展開している。

## 受賞
- JAGDA新人賞（2017年）[4][7]
- ADC賞（2019年・3作品同時受賞）[8]
- 毎日デザイン賞2019（2020年）「現象から引き出すデザイン」[6]
- JAGDA賞（2020年、2021年、2022年、2023年）[9]
- 亀倉雄策賞（2023年）[8]

## 主な仕事
- 「興福寺中金堂の落慶法要散華　まわり花」（2019）[9][6]
- 「視点の採集」 - 「虫展 −デザインのお手本−」への出展作品（2019）[10]
- 展覧会「waterscape　水の中の風景」- すみだ水族館（2018）[11]
- 個展「続々｜三澤 遥」 - ギンザ・グラフィック・ギャラリー（2018）[2]
- アプリUI「LINNÉ LENS」（2018）[12]
- 「動紙」 - TAKEO PAPER SHOW 2018「precision」への出展作品（2018）[3]
- 展覧会「現象体　無版×ファインペーパー」 - 竹尾見本帖本店2F（2017）[13]
- 告知ツール「真夏の夜の動物園」 - 上野動物園（2014-2018）[1]
- 「UENO PLANET」 - 上野動物園（2015）[5]
- 「waterscape」（2015-）[5][6]
- 「Paper Construction」（2016）[14]
- ロゴマーク「東京ビッグサイト」（2016）[1]
- ロゴマーク「KITTE」（2013）[1]

## 著作・作品集
- 「waterscape」（エクスナレッジ、2018年9月。ISBN 978-4767825090）[1]
- 「gggBooks-128 三澤 遥」（ギンザ・グラフィック・ギャラリー、2018年12月。ISBN 978-4887524002）[2]